# Ameghinocythere
Ameghinocythere is een geslacht van kreeftachtigen uit de klasse van de Ostracoda (mosselkreeftjes).

## Soorten
- Ameghinocythere eagari Dingle, 2009 †
- Ameghinocythere lutheri Dingle, 2009 †
- Ameghinocythere reticulata Whatley, Moguilevsky, Toy, Chadwick, Ramos, 1997